# Betty Compson
Betty Compson (19 de março de 1897 - 18 de abril de 1974) foi uma atriz de cinema estadunidense que iniciou sua carreira na era do cinema mudo e fez uma boa transição para o cinema falado. Foi também produtora cinematográfica, criando sua própria companhia, a Betty Compson Productions. Atuou em 208 filmes entre 1915 e 1948.

## Biografia
Nascida Eleanor Luicime Compson em Beaver, Utah. Seu pai morreu quando ainda era jovem, o que a obrigou a deixar a escola e ganhar a vida para ela e sua mãe. Ela obteve um emprego como violinista num teatro em Salt Lake City, Utah.
Fez seu primeiro filme em novembro de 1915, e em 1916 atuou em 41 filmes, quase todos curta-metragem para o diretor e produtor Al Christie, com exceção do filme Almost a Widow. Continuou nesse ritmo, fazendo curtas-metragens até 1918. em 1919, atuou em The Miracle Man (1919), de George Loane Tucker. Sua ascensão como uma estrela no cinema começou com sua interpretação da personagem Rose nessa produção.

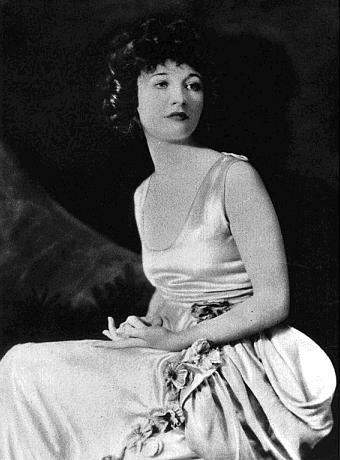
Compson em Photoplay Magazine (julho de 1920)

Em 1920, ela começou a dirigir sua própria empresa cinematográfica, a Betty Compson Productions. Ela trabalhou no estúdio de Brunton, em Hollywood, e adquiriu três histórias para filmes. Seu primeiro filme como produtora foi Prisoners of Love (1921). Atuou como Blanche Davis, uma menina que nasceu para a riqueza e que foi amaldiçoado por sua herança de beleza física. Compson selecionou Art Rosson para dirigir o filme. A história foi escolhida de uma obra por Catherine Henry.
Compson trabalhou para a Christie Company, depois para a Famous Players-Lasky. Após completar The Woman With Four Faces (1923) ela assinou com uma companhia de cinema de Londres, e estrelou em uma série de quatro filmes dirigidos pelo diretor inglês Graham Cutts. Um desses filmes foi uma versão de uma peça inglesa denominada Woman to Woman (1923), que foi co-escrita por Cutts e Alfred Hitchcock; outro foi The White Shadow também dirigido por Cutts e escrito por Hitchcock. Esse último era considerado perdido até que uma cópia foi encontrada na Nova Zelândia, sendo localizados apenas os três primeiros dos seis carretéis, sem o final do filme.

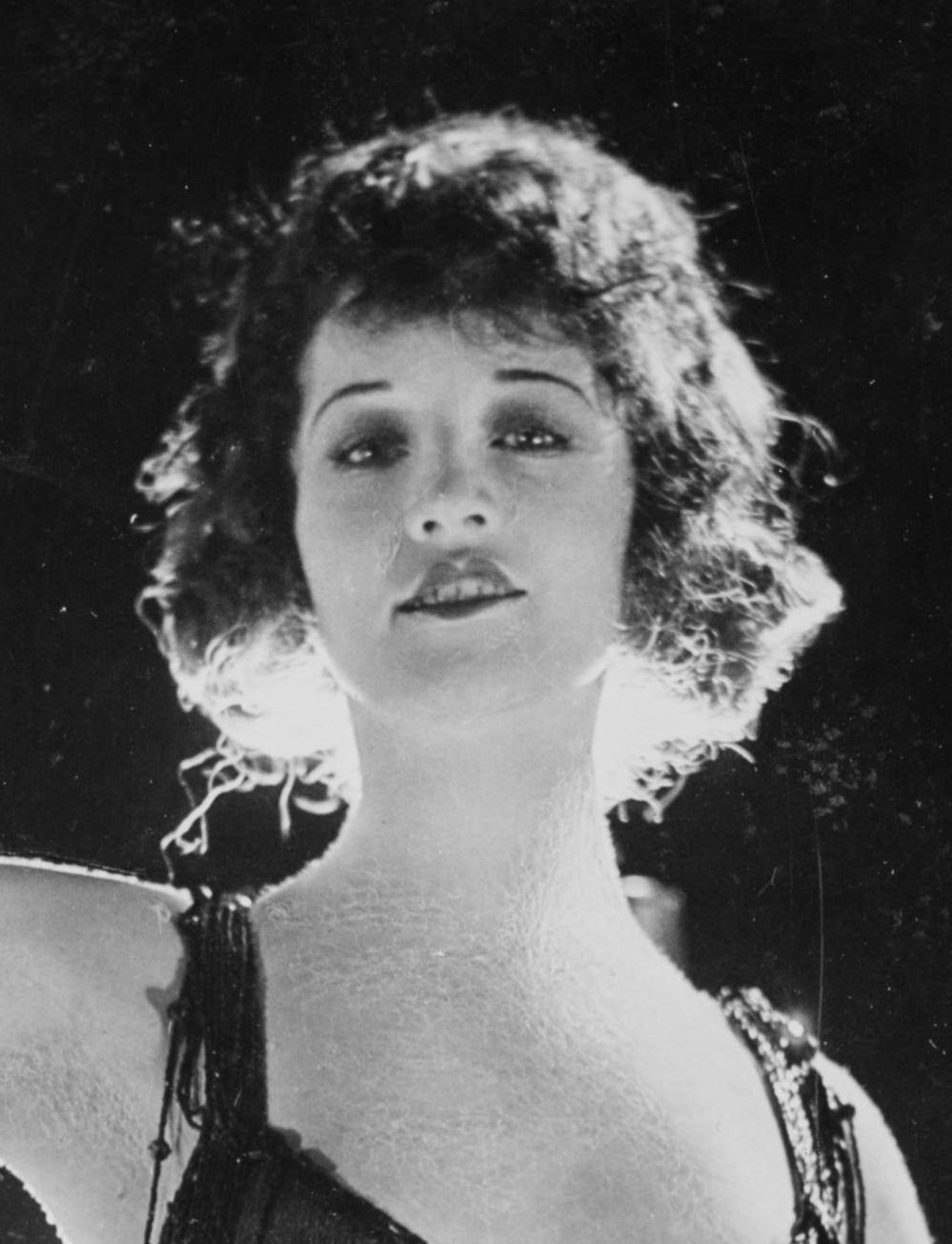
Betty Compson

Em 1928, ela atuou em Court Martial, como Belle Starr e em The Barker, um filme mudo com algumas cenas faladas. Compson foi indicada para o Oscar de melhor atriz por seu papel em The Barker. Principalmente devido a esse sucesso, ela se tornou uma das atrizes mais requisitadas do início do cinema sonoro. Ao contrário de muitas outras estrelas femininas do cinema mudo, considerou-se que a voz dela gravava excepcionalmente bem, e embora não fosse uma cantora, apareceu em vários musicais iniciais, e sua voz foi dublada.
Um de seus filmes mais lembrados, The Docks of New York (1928), foi importante por seu visual noir. Em 1930, ela atuou na versão de The Spoilers, num papel similar ao de Marlene Dietrich no remake de 1942, enquanto Gary Cooper atuou no papel que mais tarde seria de John Wayne. Um grande filme em que ela não apareceu foi Gone With the Wind; embora tivese feito um teste de Technicolor para o papel de Belle Watling, ela não foi escalada para o papel.
A maioria de seus filmes posteriores foi de baixo orçamento, embora sua atuação sempre tenha sido competente. Seu último filme foi Here Comes Trouble (1948), e após esse filme se retirou do cinema e passou a ajudar seu marido em um negócio denominado "Ashtrays Unlimited".

## Betty Compson Productions
A Betty Compson Productions foi uma companhia cinematográfica funda da por Betty Compson, e foi responsável pela produção de apenas 3 filmes, após os quais a atriz desistiu e voltou para a Paramount Pictures.
- Prisoners of Love (1921)
- For Those We Love (1921)
- Always the Woman (1922)

## Vida pessoal
Compson casou três vezes, mas não teve filhos. De 1924 a 1930 foi casada com o cineasta James Cruze. Depois casou com o produtor Irving Weinberg, e seu terceiro marido foi Silvius Jack Gall, que morreu em 1962.

## Morte
Betty Compson morreu em 1974, de infarto agudo do miocárdio, em sua casa em Glendale, na Califórnia, aos 77 anos. Foi sepultada no Cemitério San Fernando Mission em San Fernando.

## Premiações
- Compson foi indicada para o Oscar de melhor atriz por seu papel em The Barker.[3] A ganhadora daquele ano foi Mary Pickford, em Coquette.
- Compson tem uma Estrela na Calçada da Fama, em Hollywood.[5]

## Filmografia
Filmes da era muda

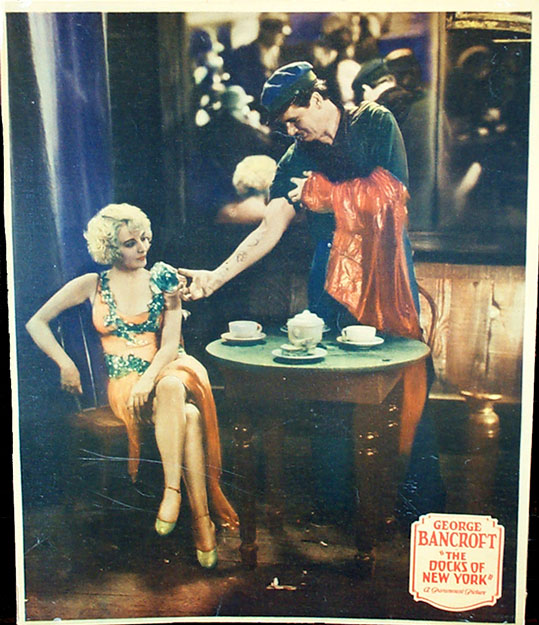
Cena de The Docks of New York

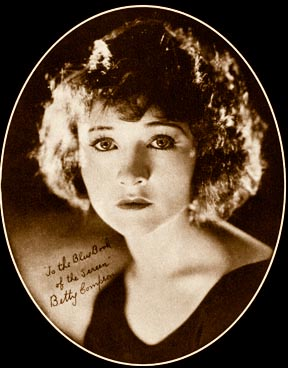
Retrato publicitário de Compson

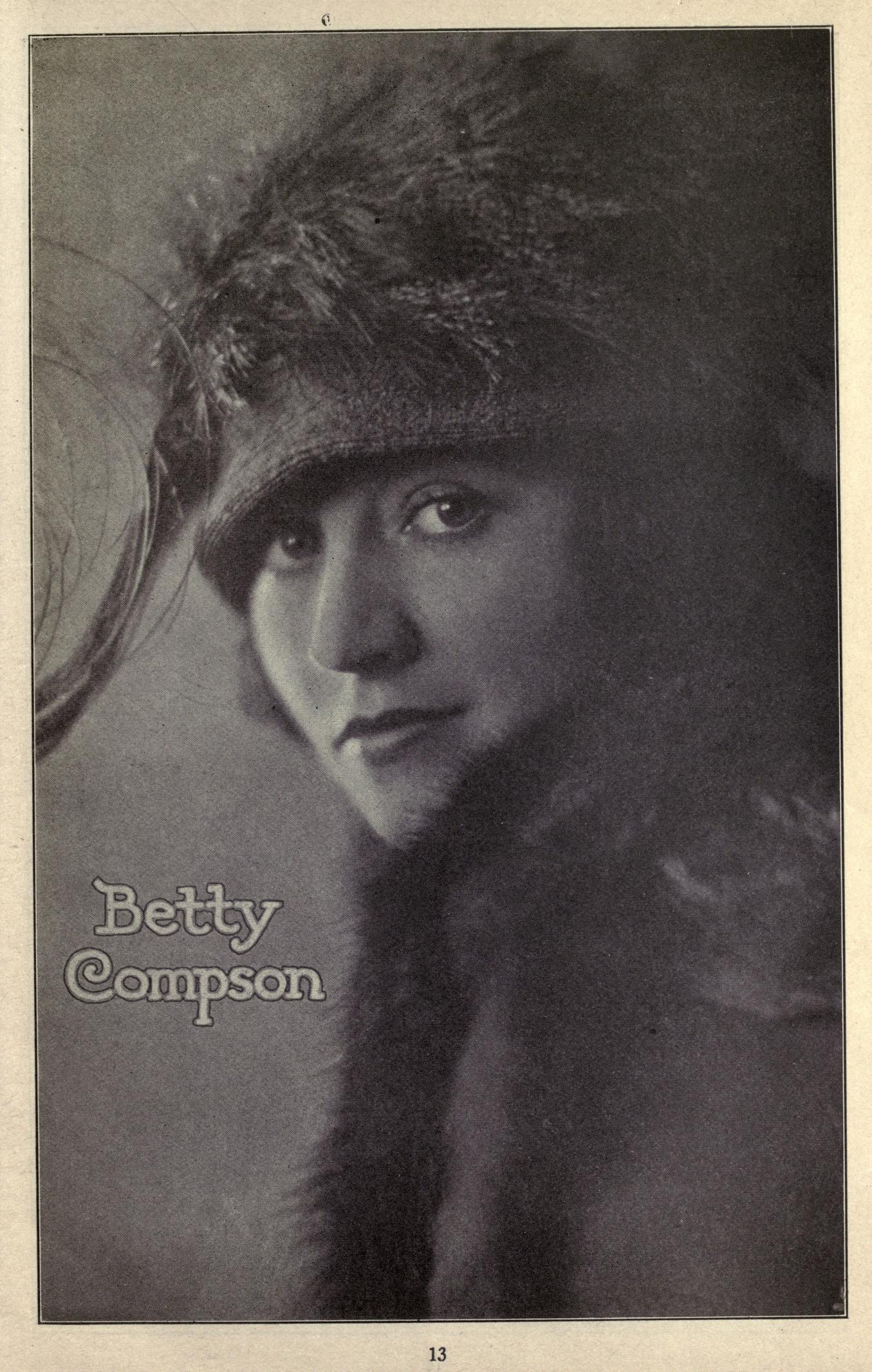
Motion Picture Studio Directory, 1921

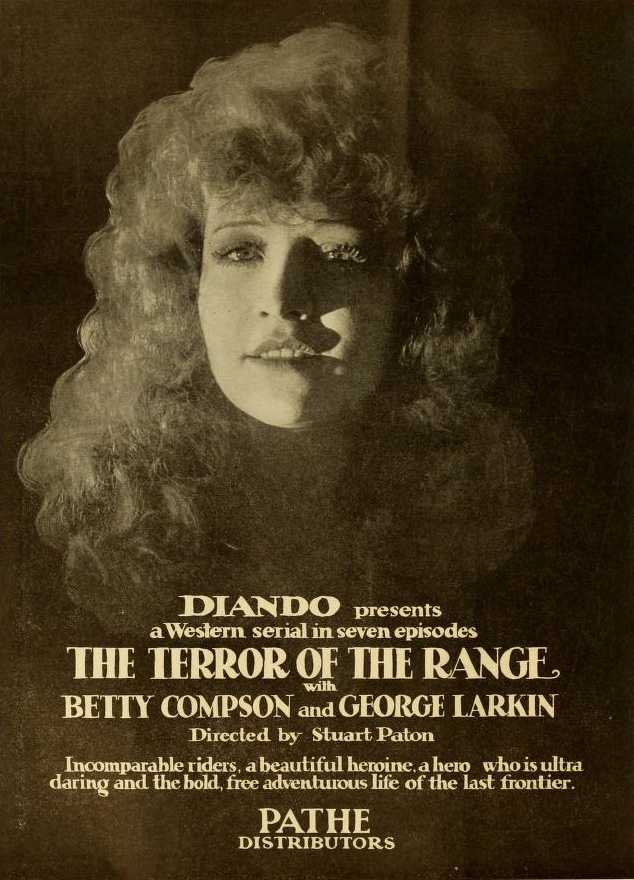
Cena do seriado Terror of the Range (1919)

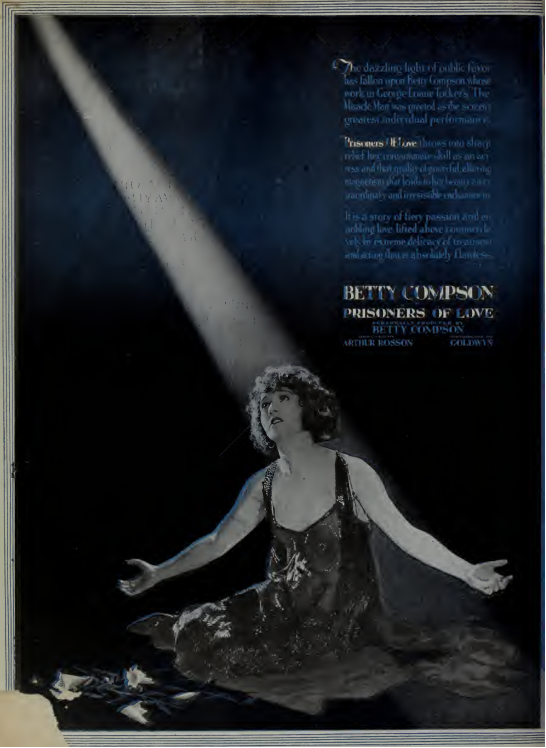
Cena do filme Prisoners of Love (1921), um dos filmes produzidos pela Betty Compson Productions

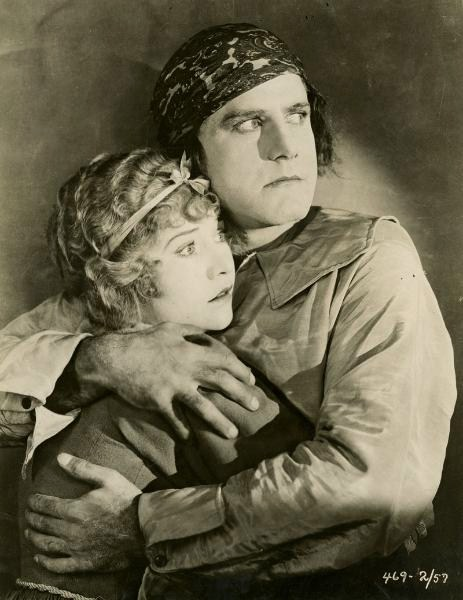
Betty Compson e Bert Lytell no filme To Have and to Hold (1922)

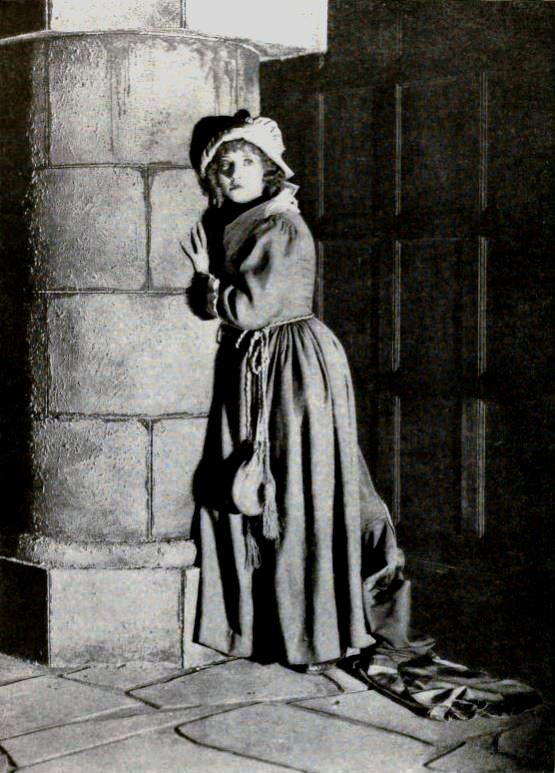
Cena de To Have and to Hold (1922)

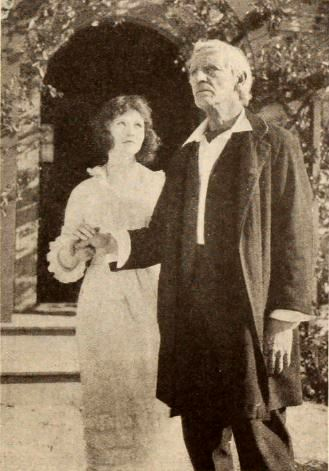
The Miracle Man (1919) com Betty Compson e Joseph J. Dowling (Photoplay, 1921)

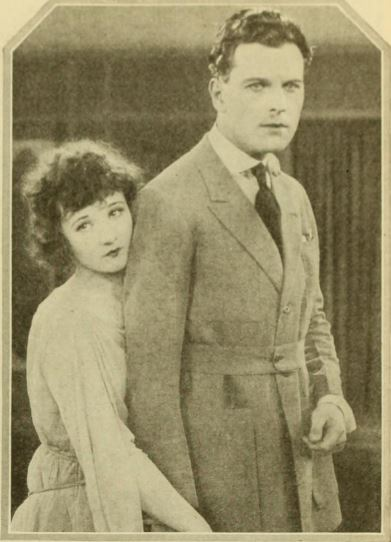
Cena do filme Prisoners of Love (1921), com Betty Compson e Emory Johnson (Photoplay, 1921)

- Wanted: A Leading Lady (1915) *curta-metragem
- Their Quiet Honeymoon (1915) *curta-metragem
- Where the Heather Blooms (1915) *curta-metragem
- Love and a Savage (1915) *curta-metragem
- Some Chaperone (1915) *curta-metragem
- Jed's Trip to the Fair (1916) *curta-metragem
- Mingling Spirits (1916) *curta-metragem
- Her Steady Carfare (1916) *curta-metragem
- A Quiet Supper for Four (1916) *curta-metragem
- When the Losers Won (1916) *curta-metragem
- Her Friend, the Doctor (1916) *curta-metragem
- Cupid Trims His Lordship (1916) *curta-metragem
- When Lizzie Disappeared (1916) *curta-metragem
- The Deacon's Waterloo (1916) *curta-metragem
- Love and Vaccination (1916) *curta-metragem
- A Friend, But a Star Boarder (1916) *curta-metragem
- The Janitor's Busy Day (1916) *curta-metragem
- He Almost Eloped (1916) *curta-metragem
- A Leap Year Tangle (1916) *curta-metragem
- Eddie's Night Out (1916) *curta-metragem
- The Newlyweds' Mix-Up (1916) *curta-metragem
- Lem's College Career (1916) *curta-metragem
- Potts Bungles Again (1916) *curta-metragem
- He's a Devil (1916) *curta-metragem
- Her Celluloid Hero (1916) *curta-metragem
- All Over a Stocking (1916) *curta-metragem
- Wanted: A Husband (1916) *curta-metragem
- Almost a Widow (1916)
- The Browns See the Fair (1916) *curta-metragem
- His Baby (1916) *curta-metragem
- Inoculating Hubby (1916) *curta-metragem
- Those Primitive Day (1916) *curta-metragem
- The Making Over of Mother (1916) *curta-metragem
- He Wouldn't Tip (1916) *curta-metragem
- That Doggone Baby (1916) *curta-metragem
- He Loved the Ladies (1916)*curta-metragem
- When Clubs Were Trummps (1916) *curta-metragem
- Dad's Masterpiece (1916) *curta-metragem
- Nearly a Hero (1916)*curta-metragem
- A Brass-Buttoned Romance (1916)*curta-metragem
- Her Sun-Kissed Hero (1916) *curta-metragem
- Some Kid (1916) *curta-metragem
- Sea Nymphs (1916) *curta-metragem
- Hist! At Six O'Clock (1916) *curta-metragem
- Cupid's Uppercut (1916) *curta-metragem
- Lovers and Lunatics (1916) *curta-metragem
- Her Crooked Career (1917) *curta-metragem
- Her Friend, the Chauffeur (1917) *curta-metragem
- Small Change (1917) *curta-metragem
- Hubby's Night Out (1917) *curta-metragem
- Out for the Coin (1917) *curta-metragem
- As Luck Would Have It (1917) *curta-metragem
- Sauce for the Goose (1917) *curta-metragem
- Suspended Sentence (1917) *curta-metragem
- Father's Bright Idea (1917) *curta-metragem
- His Last Pill (1917) *curta-metragem
- Those Wedding Bells (1917) *curta-metragem
- Almost a Scandal (1917) *curta-metragem
- A Bold, Bad Knight (1917) *curta-metragem
- Five Little Widows (1917) *curta-metragem
- Down by the Sea (1917) *curta-metragem
- Won in a Cabaret (1917) *curta-metragem
- A Smoky Love Affair (1917) *curta-metragem
- Crazy by Proxy (1917) *curta-metragem
- Betty's Big Idea (1917) *curta-metragem
- Almost a Bigamist (1917)*curta-metragem
- Love and Locksmiths (1917) *curta-metragem
- Nearly a Papa (1917) *curta-metragem
- Almost Divorced (1917) *curta-metragem
- Betty Wakes Up (1917) *curta-metragem
- Their Seaside Tangle (1917) *curta-metragem
- Help! Help! Police! (1917) *curta-metragem
- Cupid's Camouflage (1917) *curta-metragem
- Many a Slip (1918) *curta-metragem
- Whose Wife? (1918) *curta-metragem
- Circumstantial Evidence (1918) *curta-metragem
- Here Comes the Groom (1918) *curta-metragem
- Somebody's Baby (1918) *curta-metragem
- Betty's Adventure (1918) *curta-metragem
- Never Surprise Your Wife (1918) *curta-metragem
- All Dressed Up (1918) *curta-metragem
- Border Raiders (1918) *curta-metragem
- The Sheriff (1918) *curta-metragem
- Terror of the Range (1919) *seriado
- The Prodigal Liar (1919)
- The Light of Victory (1919)
- The Little Diplomat (1919)
- The Devil's Trail (1919)
- The Miracle Man (1919 Paramount)
- Prisoners of Love (1921)
- For Those We Love (1921, Goldwyn Pictures)
- At the End of the World (1921)
- Ladies Must Live (1921)
- The Little Minister (1921) (Cinematheque Belgique, BFI, )
- The Law and the Woman (1922)
- The Green Temptation (1922)
- Over The Border (1922)
- Always the Woman (1922)
- A Trip to Paramountown (1922 Paramount) *curta-metragem
- The Bonded Woman (1922)
- To Have and to Hold (1922, Paramount)
- Kick In (1922, Paramount)
- Hollywood (1923)
- The White Flower (1923) dirigido por Julia Crawford Ivers
- The Rustle of Silk (1923)
- The Woman With Four Faces (1923)
- Woman to Woman (1923), dirigido por Alfred Hitchcock
- The Royal Oak (1923)
- The Stranger (1924)
- Miami (1924)
- Dangerous Virtue (1924), escrito por Alfred Hitchcock
- The White Shadow (1923), dirigido por Graham Cutts, escrito por Alfred Hitchcock
- The Enemy Sex (1924)
- The Female (1924)
- Ramshackle House (1924)
- The Fast Set (1924)
- The Garden of Weeds (1924)
- Locked Doors (1925)
- New Lives for Old (1925)
- Eve's Secret (1925)
- Beggar on Horseback (1925, Paramount)
- Paths to Paradise (1925, Paramount)[6]
- The Pony Express (1925, Paramount)
- Counsel for the Defense (1925, BurtonKing/AssociatedExhibitors)
- The Palace of Pleasure (1926, FoxFilmCorporation)
- Wise Guy (1926, FrankLloydProds./FirstNationalPictures)
- The Belle of Broadway (1926, ColumbiaPictures)
- The Ladybird (1927, Chadwick/1stDivisionPictures)
- Say It with Diamonds (1927, Chadwick)
- Temptations of a Shop Girl (1927, Chadwick/1stDivisionPictures)
- Love Me and the World Is Mine (1927, Universal Pictures)
- Cheating Cheaters (1927, Universal Pictures)
- The Big City (1928 MGM)
- The Desert Bride (1928, Columbia)
- The Masked Angel (1928, Chadwick/1stDivisionPictures)
- Life's Mockery (1928, Chadwick)
- Court-Martial (1928, Columbia)
- The Docks of New York (1928, Paramount) [7]

Filmes da era sonora
- The Barker (1928, FirstNational)
- Scarlet Seas (1928, FirstNational)
- Weary River (1929, FirstNational)
- On with the Show (1929, Vitaphone/WarnerBrothers)
- The Time, the Place and the Girl (1929, WarnerBrothers)
- Street Girl (1929 RKO)
- Skin Deep (1929 WarnerBrothers)
- The Great Gabbo (1929, Sono Art-World)
- Woman to Woman (1929, Gainsborough/Tiffany-Stahl)
- The Show of Shows (1929 WarnerBrothers)
- Blaze o'Glory (1929 Sono Art-World)
- The Case of Sergeant Grischa (1930)
- Isle of Escape (1930, Warner Brothers)
- Those Who Dance (1930)
- Czar of Broadway (1930)
- Midnight Mystery (1930)
- Inside the Lines (1930)
- The Spoilers (1930)
- She Got What She Wanted (1930)
- The Boudoir Diplomat (1930)
- The Lady Refuses (1931)
- The Virtuous Husband (1931)
- Three Who Loved (1931)
- The Gay Diplomat (1931)
- Hollywood Halfbacks (1931) *curta-metragem
- The Silver Lining (1932)
- Guilty or Not Guilty (1932)
- West of Singapore (1933)
- Destination Unknown (1933)
- Notorious But Nice (1933)
- No Sleep on the Deep (1934) *curta-metragem
- Manhattan Butterfly (1935)
- False Pretenses (1935)
- August Week End (1936)
- Laughing Irish Eyes (1936)
- The Millionaire Kid (1936)
- The Drag-Net (1936)
- Hollywood Boulevard (1936)
- Bulldog Edition (1936)
- Killer at Large (1936)
- Two Minutes to Play (1936)
- Circus Girl (1937)
- God's Country and the Man (1937)
- Federal Bullets (1937)
- Blondes at Work (1938)
- Port of Missing Girls (1938)
- A Slight Case of Murder (1938)
- Torchy Blane in Panama (1938)
- Two Gun Justice (1938)
- The Beloved Brat (1938) *não-creditada
- Religious Racketeers (1938)
- Under the Big Top (1938)
- Hotel Imperial (1939)
- News Is Made at Night (1939)
- Cowboys from Texas (1939)
- Cafe Hostess (1940) * não-creditada
- Strange Cargo (1940) * não-creditada
- Mad Youth (1940)
- Laughing at Danger (1940)
- The Watchman Takes a Wife (1941) *curta-metraem
- Mr. & Mrs. Smith (1941)
- Roar of the Press (1941)
- Invisible Ghost (1941)
- Zis Boom Bah (1941) *não-creditada
- Escort Girl (1941)
- Danger! Women at Work (1943)
- Claudia and David (1946) *não-creditada
- Her Adventurous Night (1946)
- Hard Boiled Mahoney (1947)
- Second Chance (1947)
- Here Comes Trouble (1948)